# 모리 안나
모리 안나(일본어: 森 杏奈, 1994년 3월 21일~)는 일본 여성 아이돌 그룹 AKB48 팀4의 멤버이다.
2011년 9월 2일, 지병의 요통에 의해 극장 공연에 너무 출연하지 못하는 것 등을 이유로, AKB48의 멤버를 사퇴하는 것이 발표되었다. 팀4로부터의 첫 졸업자.
2013년 8월 16일, 「森 あんな」로 개명해, 연예 활동 재개.